# Масатоши Кушибики
Масатоши Кушибики (јап. 櫛引 政敏; 29. јануар 1993) јапански је фудбалер.

## Каријера
Током каријере играо је за Шимицу С-Пулс, Кашима Антлерс, Фаџијано Окајама и Montedio Yamagata.

## Репрезентација
Са репрезентацијом Јапана наступао је на олимпијским играма 2016.